# Royal Society for the Protection of Birds
Die Royal Society for the Protection of Birds (dt. Königliche Gesellschaft für Vogelschutz), abgekürzt auch RSPB, ist Europas größte Organisation zum Schutz von Wildvögeln. Über eine Million Mitglieder gehören ihr an.

## Geschichte
Die Ursprünge der RSPB liegen in der Gründung von zwei Gruppen von Frauen im Jahr 1898:
- The Plumage League wurde von Emily Williamson in ihrem Haus in Didsbury, Manchester, als Interessenvertretungsgruppe gegründet.  Das Haus befindet sich heute im Fletcher Moss Botanical Garden. Gründungszweck war, die Verwendung des Gefieders von Haubentauchern in der Modeindustrie zu stoppen. Modistinnen verarbeiteten diese Federn damals vor allem als Schmuck für Hüte und zur Dekoration von Kragen. Aufgrund der intensiven Bejagung stand der Haubentaucher kurz vor dem Aussterben.
- The Fur, Fin and Feather Folk wurde in Croydon von Eliza Phillips, Etta Lemon, Catherine Hall, Hannah Poland und anderen gegründet.

Die beiden Gruppen gewannen an Popularität und fusionierten 1891 zur Society for the Protection of Birds in London. Die Gesellschaft erhielt 1904 ihre königliche Charta.
Zur Zeit der Gründung war der Handel mit Gefieder zur Verwendung in Hüten sehr groß: Im ersten Quartal 1884 wurden fast 7.000 Paradiesvogelhäute nach Großbritannien importiert, zusammen mit 400.000 Vögeln aus Westindien und Brasilien 360.000 Vögel aus Ostindien.
Im Jahr 2001 unterhielt die RSPB in Großbritannien 168 Schutzgebiete für Vögel, die insgesamt eine Fläche von 1.150 Quadratkilometern einnehmen. Der Hauptsitz befindet sich heute in Bedfordshire. Ein Säbelschnäbler ziert das Logo der Organisation. Diese Art wurde 1940 wieder in Großbritannien eingeführt, nachdem sie dort ausgestorben war.
Die RSPB ist Mitglied im weltweiten BirdLife-Netzwerk mit 120 Partnerorganisationen.

## Werbeaktion
2019 veröffentlichte die RSPB ein Video, in dem szenisch ein Schattenspiel mit Vögeln dargestellt wurde und auf das Aussterben der Vögel hingewiesen wurde. Unterlegt war es mit den Gesängen verschiedener Vögel. Im Internet erreichte es immerhin 200.000 Aufrufe. Es wurde auch im Singleformat veröffentlicht und konnte sich in den britischen Charts auf Platz 18 platzieren.